# Melodifestivalen 1961

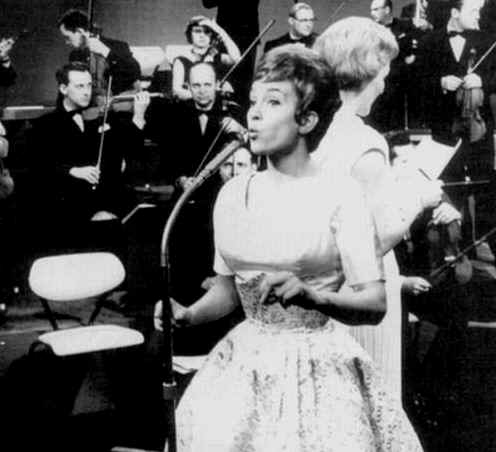
Siw Malmkvist interpretando April April en el Melodifestivalen de 1961

Celebrado el 6 de febrero de 1961 en el Cirkus de Estocolmo, el Melodifestivalen de este año fue presentado por Jeanette von Heidenstam. Al mando de la dirección de orquesta, se encontraban William Lind y Göte Wilhelmsson.
Como en años anteriores, la canción vencedora fue interpretada por otro artista en la final de Eurovisión. En este caso, fue Lill-Babs la encargada de interpretar el tema en Cannes, Francia.

## Resultado
1. Siw Malmkvist / Gunnar Wiklund - "April, april", 78 ptos.
2. Lars Lönndahl / Lily Berglund - "Spela på regnbågen", 71 ptos.
3. Lill-Babs / Lars Lönndahl - "Vårvinter", 71 ptos.
4. Gunnar Wiklund / Siw Malmkvist - "Vår i hjärtat", 58 ptos.
5. Lily Berglund / Lill-Babs - "Stockholm", 57 ptos.